# Karaoke (pel·lícula)
Karaoke (títol original en francès, Karaoké) és una pel·lícula de comèdia francesa de 2024 dirigida per Stéphane Ben Lahcene. S'ha doblat i subtitulat al català.

## Sinopsi
La Bénédicte és una famosa cantant d'òpera que travessa el pitjor moment de la seva carrera. És llavors quan coneix la Fatou, una dona de la neteja que intenta convèncer-la perquè cantin juntes en un concurs de karaoke, convençuda que els seus talents combinats tenen assegurat l'èxit.

## Repartiment
- Michèle Laroque: Bénédicte Autain[4]
- Claudia Tagbo: Fatou Diallo[5]
- David Mora: Gilou
- Sébastien Chassagne: Gaspard
- Aaliyah Lexilus: Albane, filla de la Fatou
- Victoria Monfort